# Ammern (Unstruttal)
Ammern  is een dorp in de Duitse gemeente Unstruttal in het Unstrut-Hainich-Kreis in Thüringen. Het dorp wordt voor het eerst genoemd in een oorkonde uit 897. 
Tot 1995 was Ammern een zelfstandige gemeente. In dat jaar fuseerden zes gemeenten, waaronder Ammern, tot de nieuwe gemeente Unstruttal. In Ammern zetelt het bestuur.